# Незавершені гриби
Незавершені гриби або дейтероміцети (Deuteromycota[джерело?], fungi imperfecti) — позатаксономічна[джерело?] група вищих грибів, що колись[коли?] розглядалася як формальний відділ (тип) царства грибів. Зараз[коли?] термін використовується лише неформально, позначаючи види грибів, що завжди розмножуються безстатево та належать до відділів аскоміцетів та базидіоміцетів. Щодо цієї групи вживають також терміни «анаморфні гриби» і «мітоспорні гриби», проте й ці терміни ніколи не мали значення таксономічної групи.
Представники групи отримали назву «незавершені» через відсутність у них статевого розмноження. Для цих грибів відома тільки безстатева форма розмноження, зокрема безстатеве спороутворення. Проте така класифікація є штучною й не відповідає прийнятим методам класифікації, заснованих як на таксономічних методах класифікації видів, так і на морфологічних методах (опис структур статевого розмноження, оскільки такі структури у цих організмів не утворюються).
Незавершені гриби охоплюють близько 25 тис. описаних видів. Зокрема, до групи включають гриби, що синтезують антибіотик пеніцилін (роду Penicillium), і гриби, що викликають кандидоз і інфекційне враження шкіри. Інші види забезпечують особливі характеристики сирам рокфор і камамбер.